# Мэджик Дик
Ричард Сальвиц (англ. Richard Salwitz, известный под псевдонимом Мэджик Дик; 13 мая 1945 года, Нью-Лондон, Коннектикут, США) — американский блюзовый харпер, трубач, певец и автор песен. Номинант Blues Music Awards в номинации «Исполнитель смежного жанра» (1995) вместе с Джоном Гейлсом . В основном известен как создатель и участник рок-группы The J. Geils Band. Пионер в звуке и стиле губной гармошки в рок-музыке .

## Биография
Ричард Сальвиц родился в 1945 году в Нью-Лондоне, штат Коннектикут в еврейской семье. С девяти лет учился играть на трубе, затем на саксофоне. Во время учёбы в Вустерском институте освоил губную гармонику. «За очень короткий промежуток времени я переключил свое внимание на чикагский блюз и усиленную губную гармошку, например, классических Мадди Уотерса и Литтл Уолтера. Мой интерес вскоре ушёл от пидмонт-блюза к более мрачной стороне» . По словам музыкант, в 1967 году он уже уверенно играл на гармонике. Тогда же он познакомился с гитаристом Джоном Гейлсом и бас-гитаристом Дэнни Клейном, с которыми он в 1968 году создал группу The J. Geils Band .  
Об участии музыканта в The J. Geils Band: 
В 1985 году группа распалась, и Сальвиц принялся за разработку собственной конструкции губной гармоники, которую он в 1993 году запатентовал совместно с Пьером Борегаром под названием Magic Harmonica. Пьер Богарер также был руководителем Cambridge Harmonica Orchestra, уникального коллектива из более чем 300 губных гармоник разной конструкции и тональностей, в котором Мэджик Дик также принимал участие. Кроме того, он как сессионный харпер выступал со многими музыкантами, среди которых Патти Смит, Дебби Харри, Рюити Сакамото, Full Circle, The Del Fuegos 
В 1992 году, объединившись с Джоном Гейлсом, создал группу Bluestime. Группа играла некий микс чикагского блюза и классического джаза . В это же время Мэджик Дик попробовал себя в вокале. В 1994 и 1996 годах группа выпустила два альбома. Первый же альбом группы привёл её к номинации Blues Music Awards 1995 года в категории «Исполнитель смежного жанра» (лауреатом в том году в этой категории стал Эрик Клэптон). До 2004 года группа активно гастролировала, выступая как соло, так и в ходе различных фестивалей и в 2004 году распалась. Мэджик Дик с того времени принимает участие в спорадических воссоединениях The J. Geils Band, а кроме того, записывается сессионно и выступает со многими музыкантами, в их числе Томми Кастро, Дина Богарт и Ронни Бейкер Брукс. 
С 2014 года Мэджик Дик работает в сотрудничестве с гитаристом и певцом Shun Ng. Акустический дуэт записывается и много выступает; на их счету гастроли с такими музыкантами, как Бадди Гай, Ирма Томас и Алан Туссен.
Мэджик Дик играет как на хроматической губной гармонике, так и на диатонической. «Я применяю то, чему научился на саксофоне, непосредственно к своей игре на хроматической губной гармошке, на которой я сосредоточился последние несколько лет. Это не значит, что я отказался от диатонической губной гармошки, которую люди называют „блюзовой“. На хроматической я не придерживаюсь только чикагской хроматической игры…Я работаю над игрой с более широким выражением» 
Живёт в Бостоне. Увлекается космологией и квантовой механикой .
Критик журнала Rolling Stone однажды назвал музыканта «лучшим белым музыкантом, играющим на блюзовой губной гармошке» .

## Дискография

### В составе The J. Geils Band
- The J. Geils Band (1970)
- The Morning After (1971)
- Bloodshot (1973)
- Ladies Invited (1973)
- Nightmares...and Other Tales from the Vinyl Jungle (1974)
- Hotline (1975)
- Monkey Island (1977)
- Sanctuary (1978)
- Love Stinks (1980)
- Freeze Frame (The J. Geils Band album) (1981)
- You're Gettin' Even While I'm Gettin' Odd (1984)

### В сотрудничестве с Джоном Гейлсом
- «I Got To Find My Baby» (сингл, 1994)
- Bluestime (1994)
- Little Car Blues (1996)

### В сотрудничестве с Shun Ng
- About Time (2016)